# Хай ібн Якзан
Хай ібн Якзан ( араб. حي بن يقظان ‎ Живий, син Недре́много, лат. Philosophus Autodidactus — «Філософ-самоучка», англ. The Improvement of Human Reason: Exhibited in the Life of Hai Ebn Yokdhan) — перший арабський і перший філософський роман, написаний мавританським філософом і лікарем Ібн Туфайлем на початку XII століття в ісламській Іспанії. Роман написаний на честь самого раннього алегоричного оповідання і філософського роману під такою самою назвою, написаного Авіценной (Ібн Сіна) в XI столітті, хоча вони оповідали про різні історії. 
Філософсько-містичний зміст відображений в назві роману — «Хай ібн Якзана» в перекладі з арабського означає «Живий, син Недре́много». Герой роману — Хай ібн Якзана — починає своє життя на безлюдному острові. Згідно з однією версій — він з числа тих, «хто народжується без батька і матері». За іншою — мати Хая, таємно народила його від якогось Якзана, кинула своє немовля в море, яке винесло його на берег безлюдного острова. 
Немовля, що вигодуване газеллю й виросло серед диких звірів, намагається осмислити навколишній світ, спостерігаючи за природою. Він силою свого розуму поступово осягає основи світобудови і життєві закони. Далі він відправляється до інших людей, щоб роз'яснити істину. Однак люди не вникають в повчання Хая. Пізнавши людське суспільство з його хибними взаємовідносинами і помилковими уявленнями, Хай впадає у відчай в справі виправлення людей і повертається на свій відокремлений острів. 
Роман «Хай ібн Якзана» справив значний вплив на арабську, перську та європейську літературу, після того, як був перекладений в 1671 році на латинську, а потім і на інші європейські мови. Ця робота також справила «величезний вплив» на класичну ісламську і на сучасну західну філософію, і стала однією з найважливіших книг, яка «сповістила про наукову революцію» і європейське просвітництво. Цей роман також вважається попередником європейського жанру роману виховання.